# Episodi di Dragnet (serie televisiva 1951) (terza stagione)
La terza stagione della serie televisiva Dragnet è andata in onda negli Stati Uniti dal 3 settembre 1953 al 27 maggio 1954 sulla NBC.
| nº | Titolo originale       | Prima TV USA      |
| -- | ---------------------- | ----------------- |
| 1  | The Big White Rat      | 3 settembre 1953  |
| 2  | The Big Revolt         | 10 settembre 1953 |
| 3  | The Big Bull           | 17 settembre 1953 |
| 4  | The Big Betty          | 24 settembre 1953 |
| 5  | The Big Sophomore      | 1º ottobre 1953   |
| 6  | The Big Pill           | 8 ottobre 1953    |
| 7  | The Big Lie            | 15 ottobre 1953   |
| 8  | The Big Fake           | 22 ottobre 1953   |
| 9  | The Big Dream          | 29 ottobre 1953   |
| 10 | The Big Guilt          | 5 novembre 1953   |
| 11 | The Big Will           | 12 novembre 1953  |
| 12 | The Big In-Laws        | 19 novembre 1953  |
| 13 | The Big Lilly          | 26 novembre 1953  |
| 14 | The Big Kill           | 3 dicembre 1953   |
| 15 | The Big Lover          | 10 dicembre 1953  |
| 16 | The Big Thief          | 17 dicembre 1953  |
| 17 | The Big Little Jesus   | 24 dicembre 1953  |
| 18 | The Big Eavesdrop      | 31 dicembre 1953  |
| 19 | The Big Trunk          | 7 gennaio 1954    |
| 20 | The Big Youngster      | 14 gennaio 1954   |
| 21 | The Big Boys           | 21 gennaio 1954   |
| 22 | The Big Ham            | 28 gennaio 1954   |
| 23 | The Big Chance         | 4 febbraio 1954   |
| 24 | The Big Children       | 11 febbraio 1954  |
| 25 | The Big Poison         | 18 febbraio 1954  |
| 26 | The Big Quack          | 25 febbraio 1954  |
| 27 | The Big Winchester     | 4 marzo 1954      |
| 28 | The Big Shoplift       | 11 marzo 1954     |
| 29 | The Big Hit-Run Killer | 18 marzo 1954     |
| 30 | The Big Drink          | 25 marzo 1954     |
| 31 | The Big Girl           | 1º aprile 1954    |
| 32 | The Big Mattress       | 8 aprile 1954     |
| 33 | The Big Pug            | 15 aprile 1954    |
| 34 | The Big Frame          | 22 aprile 1954    |
| 35 | The Big Plant          | 29 aprile 1954    |
| 36 | The Big Check          | 6 maggio 1954     |
| 37 | The Big Threat         | 13 maggio 1954    |
| 38 | The Big Dare           | 20 maggio 1954    |
| 39 | The Big False Make     | 27 maggio 1954    |

## The Big White Rat
- Diretto da:
- Scritto da:

### Trama
- Interpreti: Jack Webb (sergente Joe Friday), Dorothy Abbott, Billy Chapin, Virginia Gregg ((voice)), Vivi Janiss, Jack Kruschen, Sammy Ogg, Vic Perrin (dottor Stillman), Frances Rafferty, George Fenneman (annunciatore in apertura), Hal Gibney (annunciatore in chiusura)

## The Big Revolt
- Diretto da:
- Scritto da:

### Trama
- Interpreti: Jack Webb (sergente Joe Friday), Bert Holland, John Qualen, Irene Tedrow, George Fenneman (annunciatore in apertura), Hal Gibney (annunciatore in chiusura)

## The Big Bull
- Diretto da:
- Scritto da:

### Trama
- Interpreti: Jack Webb (sergente Joe Friday), Ben Alexander (ufficiale Frank Smith), John Gallaudet, Don Gibson, Art Gilmore (capitano Harry Didion), James Griffith, George Fenneman (annunciatore in apertura), Hal Gibney (annunciatore in chiusura)

## The Big Betty
- Diretto da:
- Scritto da:

### Trama
- Interpreti: Jack Webb (sergente Joe Friday), Ben Alexander (ufficiale Frank Smith), Gloria Saunders (Betty McGraw), Allene Roberts (Elsie Bergstrum), Robert Clarke (Wesley Fisher), Jack Carol (Jud Scanlon), Mel Ford (Fred Norris), Charlotte Lawrence (Helga), George Fenneman (annunciatore in apertura), Hal Gibney (annunciatore in chiusura)

## The Big Sophomore
- Diretto da:
- Scritto da:

### Trama
- Interpreti: Jack Webb (sergente Joe Friday), Bobby Driscoll, Vivi Janiss, Ralph Moody, George Fenneman (annunciatore in apertura), Hal Gibney (annunciatore in chiusura)

## The Big Pill
- Diretto da:
- Scritto da:

### Trama
- Interpreti: Jack Webb (sergente Joe Friday), Kurt Martell, Walter Sande, Barbara Stewart, Ramsey Williams, George Fenneman (annunciatore in apertura), Hal Gibney (annunciatore in chiusura)

## The Big Lie
- Diretto da:
- Scritto da:

### Trama
- Interpreti: Jack Webb (sergente Joe Friday), Phillip Barnes, Virginia Brissac, John Hudson, John Larch, Jack Lomas, George Fenneman (annunciatore in apertura), Hal Gibney (annunciatore in chiusura)

## The Big Fake
- Diretto da:
- Scritto da:

### Trama
- Interpreti: Jack Webb (sergente Joe Friday), Bill Brundige, John Call, Jean Dean, Jonathan Hole, Todd Karns, Helen Kleeb, Allene Roberts, Walter Sande, George Fenneman (annunciatore in apertura), Hal Gibney (annunciatore in chiusura)

## The Big Dream
- Diretto da:
- Scritto da:

### Trama
- Interpreti: Jack Webb (sergente Joe Friday), Ralph Moody, Victor Rodman, George Fenneman (annunciatore in apertura), Hal Gibney (annunciatore in chiusura)

## The Big Guilt
- Diretto da:
- Scritto da:

### Trama
- Interpreti: Jack Webb (sergente Joe Friday), William Boyett, George Brand, Lillian Buyeff, James Griffith, Guy Hamilton, Ramsey Williams, George Fenneman (annunciatore in apertura), Hal Gibney (annunciatore in chiusura)

## The Big Will
- Diretto da:
- Scritto da:

### Trama
- Interpreti: Jack Webb (sergente Joe Friday), Ellen Corby, John Deering, Richard Garrick, Jonathan Hole, George Fenneman (annunciatore in apertura), Hal Gibney (annunciatore in chiusura)

## The Big In-Laws
- Diretto da:
- Scritto da:

### Trama
- Interpreti: Jack Webb (sergente Joe Friday), Dorothy Adams, Tony Barrett, Louis Nicoletti (Fred Garrison), Vic Perrin, Peggy Webber (Leona Perry), George Fenneman (annunciatore in apertura), Hal Gibney (annunciatore in chiusura)

## The Big Lilly
- Diretto da:
- Scritto da:

### Trama
- Interpreti: Jack Webb (sergente Joe Friday), Virginia Brissac, Olan Soule (Ray Pinker), Jeanne Tatum, George Fenneman (annunciatore in apertura), Hal Gibney (annunciatore in chiusura)

## The Big Kill
- Diretto da:
- Scritto da:

### Trama
- Interpreti: Jack Webb (sergente Joe Friday), Tony Barrett, Pamela Duncan, Al Hill, Anthony Lawrence, Paul Picerni (Hymie), Walter Sande, George Fenneman (annunciatore in apertura), Hal Gibney (annunciatore in chiusura)

## The Big Lover
- Diretto da:
- Scritto da:

### Trama
- Interpreti: Jack Webb (sergente Joe Friday), Robert Knapp, Dal McKennon, Ralph Moody, Dee J. Thompson, George Fenneman (annunciatore in apertura), Hal Gibney (annunciatore in chiusura)

## The Big Thief
- Diretto da:
- Scritto da:

### Trama
- Interpreti: Jack Webb (sergente Joe Friday), Ben Alexander (ufficiale Frank Smith), Dorothy Abbott (Ann Baker), Gloria Saunders (Alice Catherine Cavell), James Bush (dottor Platt), Alan Dexter (dottor Halbert), Gil Stratton (Kenneth Alden), Art Gilmore (capitano Harry Didion), Loren Brown (Edgar Cavell), George Fenneman (annunciatore in apertura), Hal Gibney (annunciatore in chiusura)

## The Big Little Jesus
- Diretto da:
- Scritto da:

### Trama
- Interpreti: Jack Webb (sergente Joe Friday), Ben Alexander (ufficiale Frank Smith), Harry Bartell (padre Xavier Rojas), Joe Carioca Jr. (Paco Mendoza), James Griffith (Claude Stroup), Ralph Moody (Mr. Flavin), Herb Vigran (impiegato), Walter Sande (capitano Barnard), Billy Chapin (Joseph Heffernan), George Fenneman (annunciatore in apertura), Hal Gibney (annunciatore in chiusura)

## The Big Eavesdrop
- Diretto da:
- Scritto da:

### Trama
- Interpreti: Jack Webb (sergente Joe Friday), Jeanne Baird, Stacy Harris (Jack Kenton), Joel Marston, George Fenneman (annunciatore in apertura), Hal Gibney (annunciatore in chiusura)

## The Big Trunk
- Diretto da:
- Scritto da:

### Trama
- Interpreti: Jack Webb (sergente Joe Friday), Ben Alexander (ufficiale Frank Smith), Dayton Lummis (sergente Jack Gotch), Richard Garland (John Parkson), James Anderson (Harold Young), Lillian Powell (Lorraine Washburn), Emlen Davies (Babs Sheldon), George Fenneman (annunciatore in apertura), Hal Gibney (annunciatore in chiusura)

## The Big Youngster
- Diretto da:
- Scritto da:

### Trama
- Interpreti: Jack Webb (sergente Joe Friday), Helen Andrews, Lillian Buyeff, Alan Dexter, Tom McKee, Ralph Moody, Jeffrey Silver, George Fenneman (annunciatore in apertura), Hal Gibney (annunciatore in chiusura)

## The Big Boys
- Diretto da:
- Scritto da:

### Trama
- Interpreti: Jack Webb (sergente Joe Friday), Ben Alexander (ufficiale Frank Smith), Harry Bartell (sergente Tony Chavez), Peter Leeds (George the Drunk), Josephine Parra (Dolores), Mel Ford (Deaf Hotel Clerk), Adrienne Marden (Maria / Mabel), Ron Hargrave (Clifford Roy Small), Leonard Nimoy (Julius Carver), George Fenneman (annunciatore in apertura), Hal Gibney (annunciatore in chiusura)

## The Big Ham
- Diretto da:
- Scritto da:

### Trama
- Interpreti: Jack Webb (sergente Joe Friday), Willis Bouchey, Ellen Corby, Jean Dean, Robert Knapp, George Fenneman (annunciatore in apertura), Hal Gibney (annunciatore in chiusura)

## The Big Chance
- Diretto da:
- Scritto da:

### Trama
- Interpreti: Jack Webb (sergente Joe Friday), James Anderson, Helen Andrews, Tyler McVey, Sidney Miller, Al Murphy, Paul Picerni (Rios), George Wallace, George Fenneman (annunciatore in apertura), Hal Gibney (annunciatore in chiusura)

## The Big Children
- Diretto da:
- Scritto da:

### Trama
- Interpreti: Jack Webb (sergente Joe Friday), Ben Alexander (ufficiale Frank Smith), Billy Chapin (Richard Kessler), Robert Clarke (Larry Bartel), Mae Clarke (Mrs. Jean Kessler), Celia Lovsky (Jeanette Bejan), Lillian Powell (Mrs. MacIntosh), George Fenneman (annunciatore in apertura), Hal Gibney (annunciatore in chiusura)

## The Big Poison
- Diretto da:
- Scritto da:

### Trama
- Interpreti: Jack Webb (sergente Joe Friday), Sam Edwards, Ron Hargrave, Ralph Moody, Barbara Whiting, George Fenneman (annunciatore in apertura), Hal Gibney (annunciatore in chiusura)

## The Big Quack
- Diretto da:
- Scritto da:

### Trama
- Interpreti: Jack Webb (sergente Joe Friday), Bert Holland (Arthur Schulte), Tom McKee (Thompson), Frances Rafferty (Marla Hutchins), Paul Richards (Leo Donaldson), Herb Vigran (Pete Eigen), George Fenneman (annunciatore in apertura), Hal Gibney (annunciatore in chiusura)

## The Big Winchester
- Diretto da:
- Scritto da:

### Trama
- Interpreti: Jack Webb (sergente Joe Friday), Ben Alexander (ufficiale Frank Smith), Neil Collins (dottore), Fess Parker (ufficiale Harkness), Barbara Stewart (Doris Chambers), Irene Tedrow (Mrs. Elsie Donworth), Steven Terrell (Warren Thomas White), Dennis Weaver (sergente Jay Allen), George Fenneman (annunciatore in apertura), Hal Gibney (annunciatore in chiusura)

## The Big Shoplift
- Diretto da:
- Scritto da:

### Trama
- Interpreti: Jack Webb (sergente Joe Friday), Ben Alexander (ufficiale Frank Smith), Peggy Webber (Virginia Sterling), Allene Roberts (Patricia Denvers), Jonathan Hole (Charles Elliott), Michael Ann Barrett (Dorothy Kirkman), Myra Marsh (Mrs. Briggs), George Fenneman (annunciatore in apertura), Hal Gibney (annunciatore in chiusura)

## The Big Hit-Run Killer
- Diretto da:
- Scritto da:

### Trama
- Interpreti: Jack Webb (sergente Joe Friday), Ben Alexander (ufficiale Frank Smith), James Anderson (Daniel Miller), Walter Reed (Paul Barton), Mary Shipp (Blanche Chapman), Jack Carol (Arthur V. Singer), Joe Cranston (Fred Stewart), George Fenneman (annunciatore in apertura), Hal Gibney (annunciatore in chiusura)

## The Big Drink
- Diretto da:
- Scritto da:

### Trama
- Interpreti: Jack Webb (sergente Joe Friday), Claude Akins (Ellis), Neil Collins, William Johnstone, Eve McVeagh, Walter Sande, Olan Soule (Ray Pinker), Harlan Warde, George Fenneman (annunciatore in apertura), Hal Gibney (annunciatore in chiusura)

## The Big Girl
- Diretto da:
- Scritto da:

### Trama
- Interpreti: Jack Webb (sergente Joe Friday), Ben Alexander (ufficiale Frank Smith), Art Gilmore (capitano Harry Didion), Harry Bartell (John Maloney), Carolyn Jones (Donna Stewart), Harper Goff (Emil Collins), Maurice Hill (James Arnold Sutter), Henry Corden (Edgar Morse), Jerry Zinnamon (Harry Reese), George Fenneman (annunciatore in apertura), Hal Gibney (annunciatore in chiusura)

## The Big Mattress
- Diretto da:
- Scritto da:

### Trama
- Interpreti: Jack Webb (sergente Joe Friday), Claude Akins (sergente Jack McCreadie), James Bell, Olan Soule (Ray Pinker), Ramsay Williams, George Fenneman (annunciatore in apertura), Hal Gibney (annunciatore in chiusura)

## The Big Pug
- Diretto da:
- Scritto da:

### Trama
- Interpreti: Jack Webb (sergente Joe Friday), Dorothy Adams, Ted Bliss, Nan Boardman, John Gallaudet, Kurt Martell, Ralph Moody, Aaron Spelling (Charlie Coleman), Bill Williams, George Fenneman (annunciatore in apertura), Hal Gibney (annunciatore in chiusura)

## The Big Frame
- Diretto da:
- Scritto da:

### Trama
- Interpreti: Jack Webb (sergente Joe Friday), Ben Alexander (ufficiale Frank Smith), Carolyn Jones (Marian Fuller), Tony Barrett (Henry John Baxter), Lawrence Ryle (Jonathan Larrimore), Jack Kruschen (Karl Jansen), Herb Vigran (Eugene Murray), Natalie Masters (Katy Stokes), Roy Whaley (William Huddy), George Fenneman (annunciatore in apertura), Hal Gibney (annunciatore in chiusura)

## The Big Plant
- Diretto da:
- Scritto da:

### Trama
- Interpreti: Jack Webb (sergente Joe Friday), Helen Andrews, James Bell, Jimmy Ogg, Dennis Weaver (ufficiale Boone), George Fenneman (annunciatore in apertura), Hal Gibney (annunciatore in chiusura)

## The Big Check
- Diretto da:
- Scritto da:

### Trama
- Interpreti: Jack Webb (sergente Joe Friday), Ben Alexander (ufficiale Frank Smith), Dorothy Abbott, Michael Barrett, Ann Lawrence, Anthony Lawrence, William F. Leicester, Louis Nicoletti (Loomis), Walter Sande, George Fenneman (annunciatore in apertura), Hal Gibney (annunciatore in chiusura)

## The Big Threat
- Diretto da:
- Scritto da:

### Trama
- Interpreti: Jack Webb (sergente Joe Friday), Ben Alexander (ufficiale Frank Smith), Art Gilmore (capitano Harry Didion), Jack Kruschen, Howard McNear, Steven Terrell, George Fenneman (annunciatore in apertura), Hal Gibney (annunciatore in chiusura)

## The Big Dare
- Diretto da:
- Scritto da:

### Trama
- Interpreti: Jack Webb (sergente Joe Friday), Frank Gerstle, John Larch, Joyce McCluskey, Vernon Rich, Janet Warren, Barbara Woodell, George Fenneman (annunciatore in apertura), Hal Gibney (annunciatore in chiusura)

## The Big False Make
- Diretto da:
- Scritto da:

### Trama
- Interpreti: Jack Webb (sergente Joe Friday), Ben Alexander (Off. Frank Smith), Robert Crosson (Thomas Stanford), William Johnstone (Arthur Stanford), June Whitley Taylor (Alice Kenwood), Frances Bavier (Hazel Howard), George Fenneman (annunciatore in apertura), Hal Gibney (annunciatore in chiusura)